# Аль-Мунтахаб аль-Хасан
Аль-Мунтахаб аль-Хасан ибн Ахмед (араб. المنتخب الحسن‎; умер в 936 году) — имам зейдитского государства в Йемене в 934—936 годах, четвёртый правитель из династии ар-Расси (Рассиды).

## Биография
Аль-Хасан ибн Ахмед был третьим сыном из шести сыновей имама ан-Насира Ахмеда. Ан-Насир Ахмед был сильным правителем, который объединил йеменских зейдитов, но после его смерти в 934 году в государстве наступило смутное время. В течение четырёх месяцев после смерти имама ан-Насира Ахмеда, соперничающая с Рассидами династия Яфуридов контролировала город Саада, который был резиденцией Рассидов. После утверждения аль-Хасана ибн Ахмада на пост имама, он конкурировал со своим старшим братом — аль-Мухтаром аль-Касимом. В поздних хрониках зейдитов имамом, правившим с 934 года, считается не аль-Мантахаб аль-Хасан и аль-Мухтар аль-Касим, а их младший брат аль-Мансур Яхья. Средневековый арабский историк Ибн Халдун датирует смерть имама аль-Мунтахэба аль-Хасана 936 годом; другой текст указывает на 939 год. Следующей важной фигурой из династии Рассидов был аль-Мухтар аль-Касим — брат имама аль-Мунтахэба аль-Хасана.